# Waalse Pijl 2012
De Waalse Pijl is een Belgische wielerklassieker die in 2012 werd verreden op woensdag 18 april.

## Parcours
Het parcours van de Waalse Pijl werd getekend door de supersteile Muur van Hoei, waar de renners drie keer (inclusief finish) overheen moesten. Andere bekende beklimmingen waren de Côte de Bohissau en de Côte de Bousalle.

### Hellingen
| Nummer | Naam                        | Kilometer |
| ------ | --------------------------- | --------- |
| 1      | Muur van Hoei               | 70,5      |
| 2      | Côte de Peu d'Eau           | 110       |
| 3      | Côte de Haut-Bois           | 115,5     |
| 4      | Côte de Groynne             | 141       |
| 5      | Côte de Bohisseau           | 147       |
| 6      | Côte de Bousalle            | 150       |
| 7      | Muur van Hoei               | 163       |
| 8      | Côte d'Amay                 | 179,5     |
| 9      | Côte de Villers-le-Bouillet | 185,5     |
| 10     | Muur van Hoei               | 194       |

## Deelnemende ploegen
| 18 UCI World Tour-ploegen | 18 UCI World Tour-ploegen | 18 UCI World Tour-ploegen | 7 wildcards                   |
| ------------------------- | ------------------------- | ------------------------- | ----------------------------- |
| AG2R-La Mondiale          | Lampre-ISD                | Sky ProCycling            | Accent.Jobs-Willems Veranda's |
| Astana Pro Team           | Liquigas-Cannondale       | Team Garmin-Sharp         | Argos-Shimano                 |
| BMC Racing Team           | Lotto-Belisol             | Team Katjoesja            | Coldeportes-Colombia          |
| Euskaltel-Euskadi         | Omega Pharma-Quick Step   | Team Movistar             | Landbouwkrediet-Euphony       |
| FDJ-BigMat                | Rabobank                  | Saxo Bank-Tinkoff Bank    | Saur-Sojasun                  |
| Orica-GreenEdge           | RadioShack-Nissan-Trek    | Vacansoleil-DCM           | Team Type 1-Sanofi            |
|                           |                           |                           | Topsport Vlaanderen-Mercator  |

## Uitslag mannen
| Plaats  | Naam                  | Ploeg                  | Tijd     |
| ------- | --------------------- | ---------------------- | -------- |
| Winnaar | Joaquim Rodríguez     | Team Katjoesja         | 4u45'41" |
| 2       | Michael Albasini      | GreenEdge              | +00' 04" |
| 3       | Philippe Gilbert      | BMC Racing Team        | z.t.     |
| 4       | Jelle Vanendert       | Lotto-Belisol          | z.t.     |
| 5       | Robert Kišerlovski    | Astana Pro Team        | +7"      |
| 6       | Daniel Martin         | Team Garmin-Barracuda  | +00' 09" |
| 7       | Bauke Mollema         | Rabobank               | z.t.     |
| 8       | Vincenzo Nibali       | Liquigas-Cannondale    | z.t.     |
| 9       | Diego Ulissi          | Lampre-ISD             | z.t.     |
| 10      | Jurgen Van den Broeck | Lotto-Belisol          | +00' 11" |
| 11      | Enrico Gasparotto     | Astana Pro Team        | z.t.     |
| 12      | Rinaldo Nocentini     | AG2R-La Mondiale       | z.t.     |
| 13      | Maksim Iglinski       | Astana Pro Team        | z.t.     |
| 14      | Sergio Henao          | Sky ProCycling         | z.t.     |
| 15      | Wout Poels            | Vacansoleil-DCM        | z.t.     |
| 16      | Paul Martens          | Rabobank               | z.t.     |
| 17      | Igor Antón            | Euskaltel-Euskadi      | z.t.     |
| 18      | Rui Costa             | Team Movistar          | +00' 18" |
| 19      | Julien Simon          | Saur-Sojasun           | z.t.     |
| 20      | Fränk Schleck         | RadioShack-Nissan-Trek | z.t.     |

## Uitslag vrouwen
| Waalse Pijl 2012 (123 km) |                  |                             |          |
| Plaats                    | Naam             | Ploeg                       | Tijd     |
| Winnaar                   | Evelyn Stevens   | Specialized-Lululemon       | 3u26'32" |
| 2                         | Marianne Vos     | Rabobank                    | +00' 04" |
| 3                         | Linda Villumsen  | Orica-AIS                   | +00' 20" |
| 4                         | Lucinda Brand    | AA Drink-Leontien.nl        | +00' 27" |
| 5                         | Ashleigh Moolman | Lotto-Belisol Ladies Team   | +00' 41" |
| 6                         | Judith Arndt     | Orica-AIS                   | z.t.     |
| 7                         | Megan Guarnier   | Tibco-To The Top            | +00' 44" |
| 8                         | Clara Hughes     | Specialized-Lululemon       | +00' 48" |
| 9                         | Emma Johansson   | Hitec Products-Mistral Home | z.t.     |
| 10                        | Karol-Ann Canuel | Vienne Futuroscope          | +00' 51" |

| Stand UCI Road Women World Cup 2012 |                        |                             |        |
| Plaats                              | Naam                   | Ploeg                       | Punten |
| Gouden trui                         | Marianne Vos           | Rabobank                    | 200    |
| 2                                   | Judith Arndt           | Orica-AIS                   | 139    |
| 3                                   | Emma Johansson         | Hitec Products-Mistral Home | 86     |
| 4                                   | Kirsten Wild           | AA Drink-Leontien.nl        | 80     |
| 5                                   | Evelyn Stevens         | Specialized-Lululemon       | 75     |
| 6                                   | Trixi Worrack          | Specialized-Lululemon       | 62     |
| 7                                   | Adrie Visser           | Skil Argos                  | 56     |
| 8                                   | Pauline Ferrand-Prevot | Rabobank                    | 52     |
| 9                                   | Kristin Armstrong      | United States               | 50     |
| 10                                  | Tatiana Guderzo        | MCipollini Giambenini       | 50     |

1936 · 1937 · 1938 · 1939 · 1940 · 1941 · 1942 · 1943 · 1944 · 1945 · 1946 · 1947 · 1948 · 1949 · 1950 · 1951 · 1952 · 1953 · 1954 · 1955 · 1956 · 1957 · 1958 · 1959 · 1960 · 1961 · 1962 · 1963 · 1964 · 1965 · 1966 · 1967 · 1968 · 1969 · 1970 · 1971 · 1972 · 1973 · 1974 · 1975 · 1976 · 1977 · 1978 · 1979 · 1980 · 1981 · 1982 · 1983 · 1984 · 1985 · 1986 · 1987 · 1988 · 1989 · 1990 · 1991 · 1992 · 1993 · 1994 · 1995 · 1996 · 1997 · 1998 · 1999 · 2000 · 2001 · 2002 · 2003 · 2004 · 2005 · 2006 · 2007 · 2008 · 2009 · 2010 · 2011 · 2012 · 2013 · 2014 · 2015 · 2016 · 2017 · 2018 · 2019 · 2020 · 2021 · 2022 · 2023 · 2024
Lijst van beklimmingen
 Tour Down Under · 
 Parijs-Nice · 
 Tirreno-Adriatico · 
 Milaan-San Remo · 
 Ronde van Catalonië · 
 E3 Harelbeke · 
 Gent-Wevelgem · 
 Ronde van Vlaanderen · 
 Ronde van het Baskenland · 
 Parijs-Roubaix · 
 Amstel Gold Race · 
 Waalse Pijl · 
 Luik-Bastenaken-Luik · 
 Ronde van Romandië · 
 Ronde van Italië · 
 Critérium du Dauphiné · 
 Ronde van Zwitserland · 
 Ronde van Frankrijk · 
 Ronde van Polen · 
  Eneco Tour · 
 Clásica San Sebastián · 
 Ronde van Spanje · 
 Vattenfall Cyclassics · 
 GP Ouest France-Plouay · 
 Grote Prijs van Quebec · 
 Grote Prijs van Montreal · 
 UCI Ploegentijdrit · 
 Ronde van Lombardije · 
 Ronde van Peking